# Ullambana

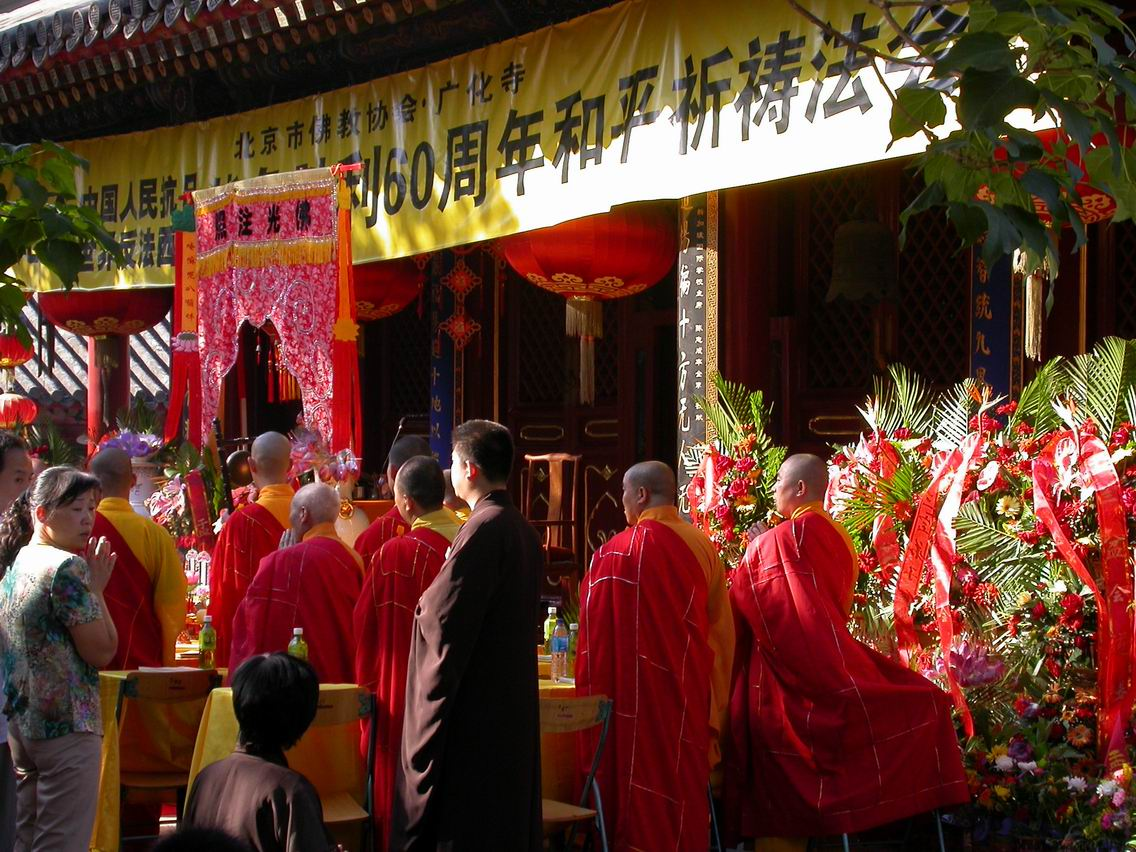
Monaci del monastero Guanghua 广化寺 di Pechino celebrano la festa di Ullambana

La festa buddista di Ullambana (dal sanscrito: उल्लम्बन appeso a testa in giù; cinese: 盂蘭盆T, YúlánpénP coreano: 백중?, 百中 o 百衆?, BaekjungLR; giapponese: お盆, Obon, abbreviazione di 盂蘭盆會, urabon'e; vietnamita: Vu Lan; cambogiano: Pchum Ben) cade annualmente alla fine della stagione dedicata al ritiro meditativo del Sangha, (detta in sanscrito varṡā; cinese: 安居 anju) ed è dedicata ai morti, agli antenati, agli esseri negli inferni Naraka e ai Preta.
Attualmente la festa viene celebrata in tutta l'Asia Orientale e nel Sud-Est asiatico il quindicesimo giorno del settimo mese del calendario buddista, nella seconda metà di agosto.

## L'origine e le fonti
L'origine della festa deriva dal Ullambanasūtra, dove Maudgalyāyana (pāli: Moggallāna; cinese: 目連S, MùliánP; coreano: 목건련?, 目犍連?, MokgeollyeonLR, MokkŏllyŏnMR; giapponese: 目犍連, Mokuren), uno dei più importanti discepoli del Buddha Gautama Siddhartha, messosi alla ricerca della madre morta la trova, grazie ai poteri meditativi, rinata come Preta, dotata cioè di una bocca e un collo strettissimi e tormentata da una fame insaziabile. Inoltre, ogni qual volta portava un boccone alla bocca, questo si trasformava in fiamme ardenti.
Chiestone il motivo al Buddha, questi spiegò che la causa era dovuta al fatto che in una precedente vita non aveva dato cibo in elemosina a dei monaci, accumulando così karma negativo.
Interrogato su come salvare la madre, il Buddha rispose che sarebbe stato opportuno stabilire una festa in cui accumulare meriti positivi e devolverli agli spiriti degli inferni, sprofondati là proprio per aver accumulato demeriti nelle loro vite precedenti.

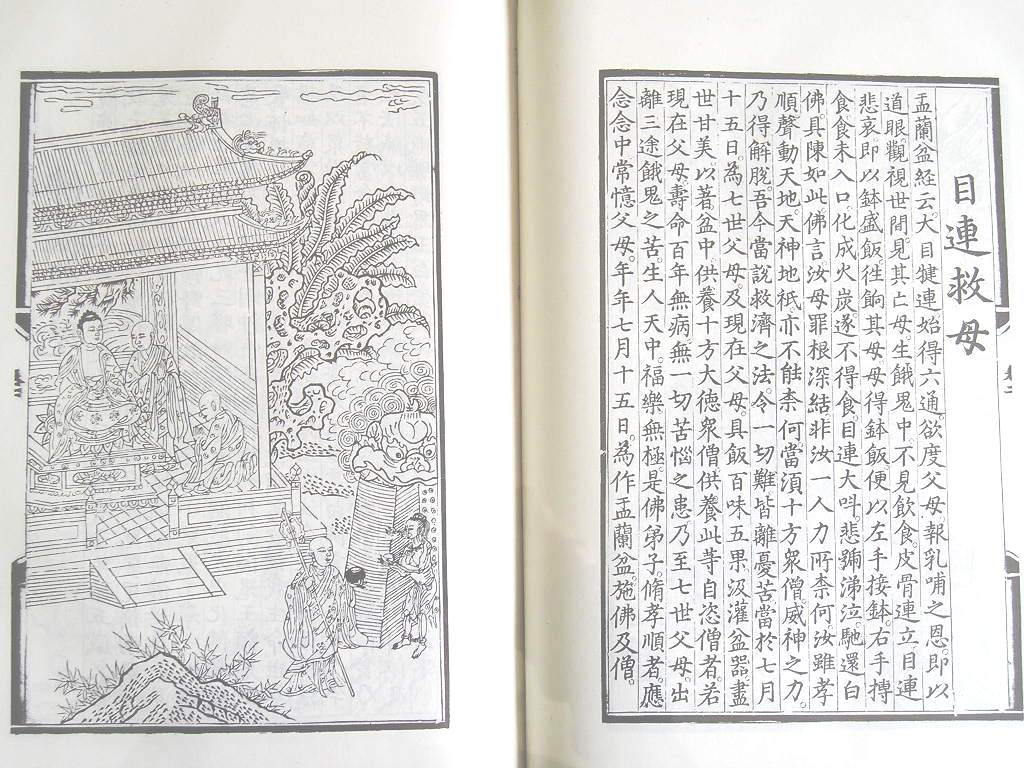
Maudgalyayāna chiede al Buddha come salvare sua madre

Oltre all'Ullambanasūtra (cinese: 盂蘭盆經 Yúlánpénjìng, traduzione in cinese di Dharmarakṣa, tra il 265 e il 313), altro testo canonico sullo stesso argomento è il Sutra sull'offerta delle ciotole (di cibo) per ringraziare del bene ricevuto (cinese: 報恩奉盆經 baoen fengpen jing, tradotto in cinese tra il 317 e il 420).
Tra i commentari a questi sutra spicca quello di Zong Mi intitolato 盂蘭盆經疏 Yúlánpénjìngshū (830 circa).
Tra la letteratura non religiosa spicca il Da Mujianlian mingqian jiu mu bianwen 大目犍連冥間救母變文, Mahamaudgalyayāna salva sua madre, testo scritto nella redazione finale verso l'800, ma risalente sicuramente a qualche secolo precedente. Si tratta di letteratura in lingua quasi vernacolare, molto vicina ai canovacci dei cantastorie itineranti o gruppi teatrali. Si sofferma particolarmente sulle sofferenze nell'inferno Avīci e sull'avventura di Maudgalyayāna nel regno dei morti.

## I riti
Su queste basi scritturali si basano quelli che sono le tradizioni e i riti della festa di Ullambana: ci si reca nei monasteri buddisti, si fanno donazioni al Sangha (nel buddismo fare doni è atto meritorio per sé e ancor più se il ricevente è degno moralmente), si imbandiscono pranzi vegetariani e si liberano animali. 
In varie località si fanno sfilare statue del bodhisattva Kṣitigarbha e i monaci recitano l'Ullambanasūtra. In varie tradizioni si imbandiscono tavolate fuori dalle case per gli spiriti sconosciuti, attirandoli la sera con lumini, mentre si fanno offerte in casa all'altarino dei propri antenati. Altri lumini galleggianti si liberano lungo i corsi dei fiumi per ingraziarsi quanti sono morti per annegamento.
La festa è buddista in quanto basata sulla legge karmica, ma non è rivolta all'ottenimento per sé o per gli altri di una immediata liberazione nel Nirvana, piuttosto in un alleviamento delle pene e nella speranza di una rinascita più favorevole per un futuro cammino che porti alla liberazione con i propri sforzi. Nello stesso tempo è una festa in onore e a favore dei propri familiari deceduti, cosa che la rese automaticamente bene accetta anche in ambienti confuciani.
In Cina dalla dinastia Tang in poi si cominciò a celebrare anche, nella stessa data, una festa taoista in onore dei morti, nota come 中元節 zhōngyuánjié(Festival di Zhongyuan)
A differenza della festa di Qingming (清明節 Qīngmíngjié) - quando si venerano solo i propri antenati e sono i vivi a presentarsi nei cimiteri e nei templi ai morti - si considera che nella notte della festa di Ullambana siano i morti, non solo i propri antenati, a far visita ai vivi.